# Sichelstrandläufer

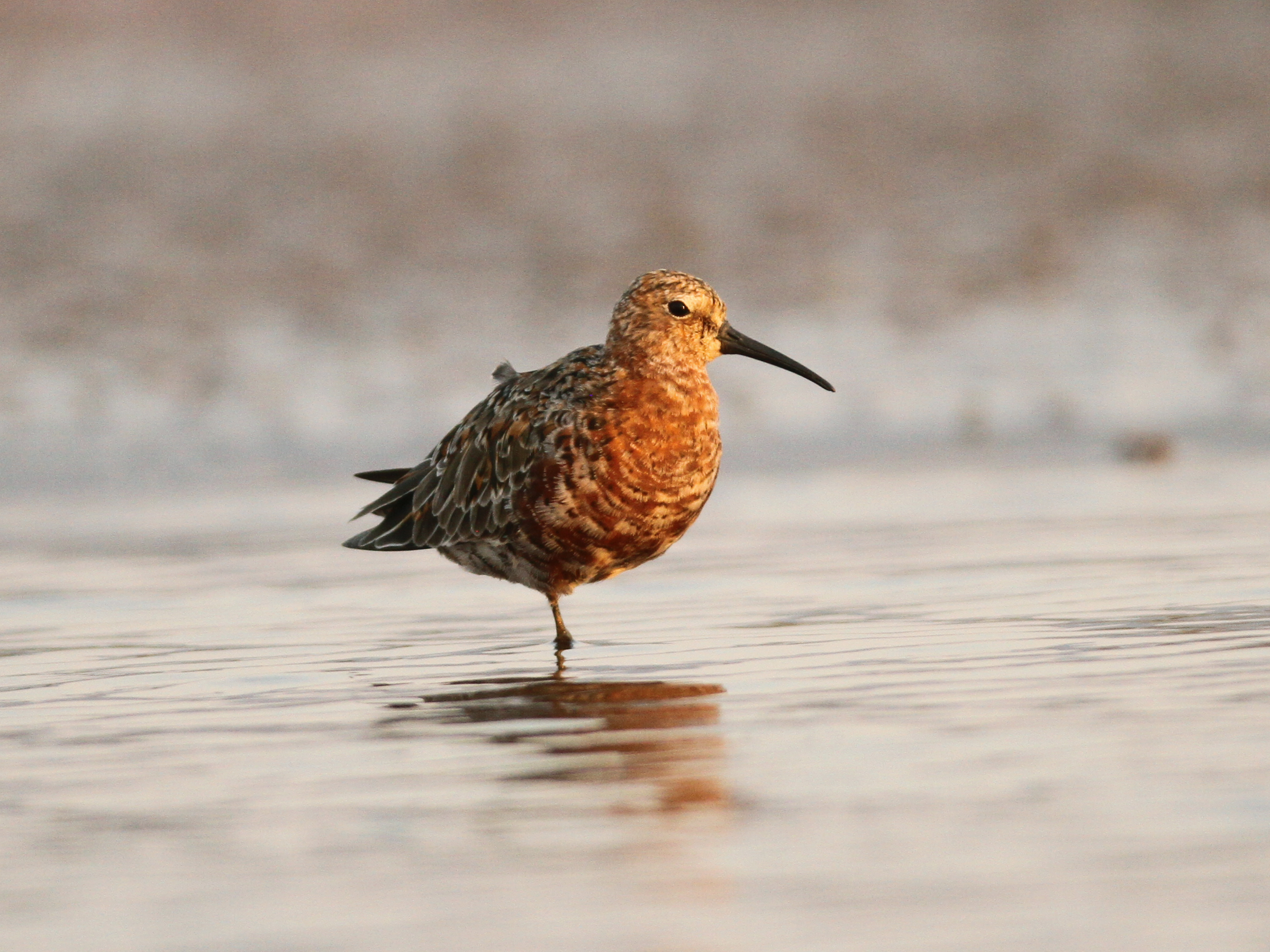
Sichelstrandläufer

Der Sichelstrandläufer (Calidris ferruginea) ist eine Vogelart aus der Familie der Schnepfenvögel (Scolopacidae). Er ist ein Brutvogel der Tundren Sibiriens. In Mitteleuropa ist er insbesondere während des Herbstzugs ein regelmäßiger Durchzügler. Im Wattenmeer der Niederlande werden jährlich zwischen 500 und 6.000 Individuen beobachtet. In sehr seltenen Fällen übersommern Sichelstrandläufer auch an der mitteleuropäischen Küste.

## Beschreibung
Der Sichelstrandläufer wird knapp 20 cm groß, also etwa so groß wie ein Star, und erreicht eine Flügelspannweite von etwa 35 cm. Er wiegt 40 bis 60 g und kann bis zu 17 Jahre alt werden (ältestes, wiedergefangenes Individuum). Von seinem langen und deutlich gebogenen Schnabel rührt der Name. Jedoch ist der Schnabel kein eindeutiges Bestimmungsmerkmal, da große Unterschiede in Länge und Krümmung auftreten können.
Im Schlichtkleid leicht mit dem Alpenstrandläufer zu verwechseln, jedoch hochbeiniger, geringfügig heller gefärbt und ruhiger in der Bewegung. Im Brutkleid leicht an der tief rostroten Brust und dem gebogenen Schnabel zu identifizieren. Die Beine des Alpenstrandläufers sind in jedem Kleid schwarz gefärbt. Männchen und Weibchen sind gleich gefärbt.
Sein Ruf klingt etwa wie „djürri“ oder „dirrit“. Auch hier besteht Verwechslungsgefahr mit dem Alpenstrandläufer, der jedoch tiefer und härter klingt. Während der Balz und Brut in den Brutgebieten kommt es auch zum Gesang mit mehrteiligen Strophen.

## Verbreitung und Lebensraum
Der Sichelstrandläufer ist ein Brutvogel des Nordens Russlands. Er brütet dort von der Taimyrhalbinsel bis zur Tschuktschenhalbinsel. Möglicherweise zählen auch die Neusibirischen Inseln zu seinem Brutgebiet. Er kommt sowohl in der trockenen wie in der feuchten Steppe vor. Von Zentralsibirien zieht eine große Population über Kontinentaleuropa und das Mittelmeer bis Westafrika in die Überwinterungsgebiete, was die Beobachtung von Sichelstrandläufern in Deutschland regelmäßig ermöglicht.
Sichelstrandläufer sind vorwiegend in den küstennahen, arktischen Tundragebieten als Brutvögel anzutreffen. Weiterhin brütet er gerne auf Flussbänken, auch im Binnenland. Während der Zugzeit können Sichelstrandläufer auf reinen Schlickflächen an den Küsten, aber auch seltener, jedoch flächendeckend im Binnenland angetroffen werden. Es reichen oft schon kleine Flächen aus, die den Vögeln zur Nahrungssuche dienen.

## Nahrung
Borstenwürmer, kleine Muscheln und Schnecken sowie Insekten und deren Larven gehören zu seinen bevorzugten, rein tierischen Speisen. Schnaken und Zuckmücken dienen ihm am Brutplatz als Nahrung.
An den Rastplätzen im Winter verbringt der Sichelstrandläufer achtzig Prozent seiner Zeit mit der Nahrungssuche. In seinem Brutareal dagegen wendet er 55 bis 65 Prozent der Tageslichtstunden für die Nahrungssuche auf. Sichelstrandläufer bewegen sich langsamer und ruhiger als Alpenstrandläufer. Er ist außerdem stärker auf Sondieren spezialisiert und geht sehr häufig bis zum Bauch ins Wasser.

## Fortpflanzung

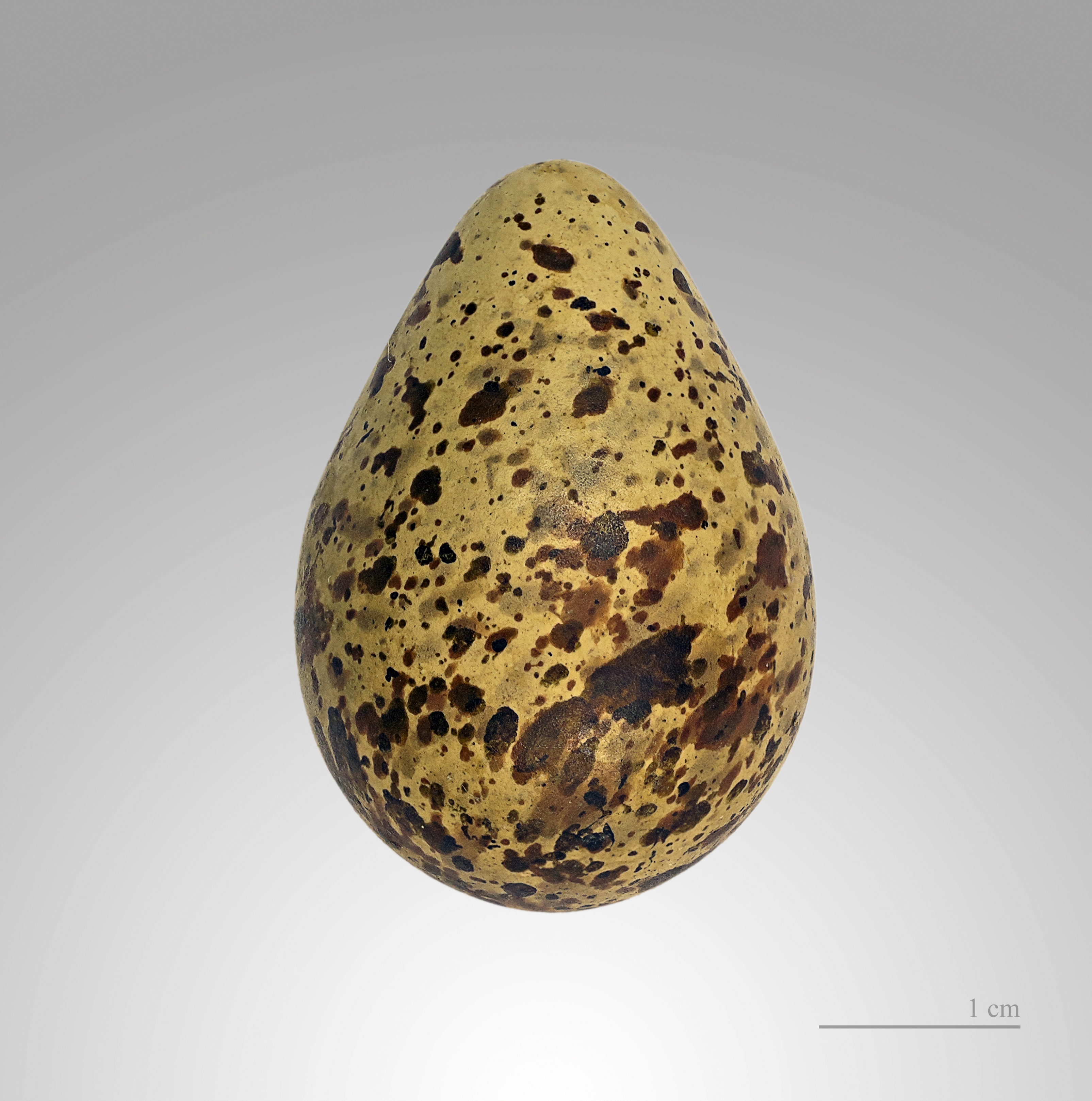
Calidris ferruginea

Geschlechtsreife wird ab dem 3. Lebensjahr erreicht. Paare suchen und finden sich meist schon in den Überwinterungsgebieten. Während der Brutzeit zwischen Mitte Mai und Ende Juni legt das Weibchen bis zu fünf Eier. Die ersten Juvenile sind jedoch frühestens Mitte bis Ende Juli flügge.

## Belege

### Einzelbelege
1. ↑  Hans-Günther Bauer, Einhard Bezzel und Wolfgang Fiedler (Hrsg.): Das Kompendium der Vögel Mitteleuropas: Alles über Biologie, Gefährdung und Schutz. Band 1: Nonpasseriformes – Nichtsperlingsvögel, Aula-Verlag Wiebelsheim, Wiesbaden 2005, ISBN 3-89104-647-2, S. 537 und S. 538
2. ↑  Sale, S. 180
3. ↑  Hans-Günther Bauer, Einhard Bezzel und Wolfgang Fiedler (Hrsg.): Das Kompendium der Vögel Mitteleuropas: Alles über Biologie, Gefährdung und Schutz. Band 1: Nonpasseriformes – Nichtsperlingsvögel, Aula-Verlag Wiebelsheim, Wiesbaden 2005, ISBN 3-89104-647-2, S. 539